# Tchéquie aux Jeux olympiques
La Tchéquie a participé à ses premiers Jeux olympiques en 1994. Auparavant, les athlètes tchèques avaient participé sous les couleurs de la Bohème (de 1900 à 1912) puis au sein de la Tchécoslovaquie (de 1920 à 1992).
Les athlètes tchèques ont remporté 44 médailles aux Jeux d'été et 24 aux Jeux d'hiver. Ils ont remporté la plupart de leurs médailles en canoë-kayak et en athlétisme.

## Comité national olympique
Le Comité olympique tchèque a été fondé en 1989 et reconnu en 1993 par le CIO.
De sa première participation en 1994 et jusqu'en 2022, le pays participe sous le nom de République tchèque, dénommée Czech Republic en anglais. En novembre 2022, le comité olympique tchèque demande au Comité international olympique d'utiliser la dénomination Tchéquie, appliquée à partir des Jeux olympiques d'été de 2024.

## Tableau des médailles

### Par année
| Année               | Athlètes | Médaille d'or, Jeux olympiques | Médaille d'argent, Jeux olympiques | Médaille de bronze, Jeux olympiques | Total | Rang |
| Atlanta 1996        | 115      | 4                              | 3                                  | 4                                   | 11    | 17e  |
| Sydney 2000         | 119      | 2                              | 3                                  | 3                                   | 8     | 28e  |
| Athènes 2004        | 142      | 1                              | 3                                  | 5                                   | 9     | 42e  |
| Pékin 2008          | 134      | 3                              | 3                                  | 1                                   | 7     | 24e  |
| Londres 2012        | 133      | 4                              | 3                                  | 4                                   | 11    | 19e  |
| Rio de Janeiro 2016 | 105      | 1                              | 2                                  | 7                                   | 10    | 43e  |
| Total               | 748      | 15                             | 17                                 | 24                                  | 55    | 44e  |

| Année               | Athlètes | Médaille d'or, Jeux olympiques | Médaille d'argent, Jeux olympiques | Médaille de bronze, Jeux olympiques | Total | Rang |
| Lillehammer 1994    | 65       | 0                              | 0                                  | 0                                   | 0     | -    |
| Nagano 1998         | 61       | 1                              | 1                                  | 1                                   | 3     | 14e  |
| Salt Lake City 2002 | 76       | 1                              | 2                                  | 0                                   | 3     | 16e  |
| Turin 2006          | 84       | 1                              | 2                                  | 1                                   | 4     | 15e  |
| Vancouver 2010      | 92       | 2                              | 0                                  | 4                                   | 6     | 14e  |
| Sotchi 2014         | 88       | 2                              | 4                                  | 2                                   | 8     | 15e  |
| Pyongchang 2018     | 88       | 2                              | 2                                  | 3                                   | 7     | 14e  |
| Pékin 2022          | 114      | 1                              | 0                                  | 1                                   | 2     | 21e  |
| Total               | 580      | 10                             | 11                                 | 12                                  | 33    | 20e  |

### Par sport
| Place | Sport              | Médaille d'or, Jeux olympiques | Médaille d'argent, Jeux olympiques | Médaille de bronze, Jeux olympiques | Total | Rang |
| 1     | Canoë-Kayak        | 6                              | 6                                  | 6                                   | 18    | 6e   |
| 2     | Athlétisme         | 5                              | 3                                  | 7                                   | 15    | 37e  |
| 3     | Tir                | 3                              | 4                                  | 4                                   | 11    | 27e  |
| 4     | Tennis             | 2                              | 3                                  | 4                                   | 9     | 9e   |
| 5     | Judo               | 2                              | 0                                  | 0                                   | 2     | 23e  |
| 6     | Aviron             | 1                              | 3                                  | 1                                   | 5     | 26e  |
| 7     | Cyclisme           | 1                              | 1                                  | 0                                   | 2     | 30e  |
| 8     | Pentathlon moderne | 1                              | 0                                  | 1                                   | 2     | 11e  |
| 9     | Boxe               | 0                              | 1                                  | 0                                   | 1     | 61e  |
| 10    | Voile              | 0                              | 1                                  | 0                                   | 1     | 40e  |
| 11    | Escrime            | 0                              | 0                                  | 2                                   | 2     | 36e  |
| 12    | Lutte              | 0                              | 0                                  | 1                                   | 1     | 65e  |
| 12    | Triathlon          | 0                              | 0                                  | 1                                   | 1     | 15e  |
| Total | Total              | 21                             | 22                                 | 27                                  | 70    | 44e  |

| Place | Sport               | Médaille d'or, Jeux olympiques | Médaille d'argent, Jeux olympiques | Médaille de bronze, Jeux olympiques | Total | Rang |
| 1     | Patinage de vitesse | 3                              | 2                                  | 3                                   | 8     | 13e  |
| 2     | Snowboard           | 3                              | 0                                  | 1                                   | 4     | 6e   |
| 3     | Ski de fond         | 1                              | 5                                  | 3                                   | 9     | 15e  |
| 4     | Ski alpin           | 1                              | 0                                  | 1                                   | 2     | 15e  |
| 5     | Hockey sur glace    | 1                              | 0                                  | 1                                   | 2     | 6e   |
| 6     | Ski acrobatique     | 1                              | 0                                  | 0                                   | 1     | 14e  |
| 7     | Biathlon            | 0                              | 4                                  | 4                                   | 8     | 15e  |
| Total | Total               | 10                             | 11                                 | 13                                  | 34    | 20e  |

## Athlètes tchèques

### Records

#### Sportifs les plus titrés
- 3 médailles d'or : :
- Martina Sáblíková (Patinage de vitesse)

- 2 médailles d'or : :
- Jan Železný (Athlétisme)
- Štěpánka Hilgertová (Canoë-kayak)
- Martin Doktor (Canoë-kayak)
- Ester Ledecka (Ski alpin et Snowboard)

#### Sportifs les plus médaillés
Le record du nombre de médailles est co-détenu par la fondeuse Kateřina Neumannová et par la patineuse de vitesse Martina Sablikova qui ont remporté six médailles.
| Nom                 | Sport               | Jeux                | Médaille d'or, Jeux olympiques | Médaille d'argent, Jeux olympiques | Médaille de bronze, Jeux olympiques | Total |
| Martina Sáblíková   | Patinage de vitesse | 2006-2010-2014-2018 | 3                              | 2                                  | 1                                   | 6     |
| Kateřina Neumannová | Ski de fond         | 1994-1998-2002-2006 | 1                              | 4                                  | 1                                   | 6     |
| Ester Ledecka       | Ski alpin Snowboard | 2018                | 2                              | 0                                  | 0                                   | 2     |
| Martin Doktor       | Canoë-Kayak         | 1996                | 2                              | 0                                  | 0                                   | 2     |
| Štěpánka Hilgertová | Canoë-Kayak         | 1992-1996-2000-2004 | 2                              | 0                                  | 0                                   | 2     |
| Roman Šebrle        | Athlétisme          | 2000-2004           | 1                              | 1                                  | 0                                   | 2     |
| Dominik Hašek       | Hockey sur glace    | 1998-2006           | 1                              | 0                                  | 1                                   | 2     |
| Milan Hejduk        | Hockey sur glace    | 1998-2006           | 1                              | 0                                  | 1                                   | 2     |
| Milan Hnilička      | Hockey sur glace    | 1998-2006           | 1                              | 0                                  | 1                                   | 2     |
| Jaromír Jágr        | Hockey sur glace    | 1998-2006           | 1                              | 0                                  | 1                                   | 2     |
| Robert Lang         | Hockey sur glace    | 1998-2006           | 1                              | 0                                  | 1                                   | 2     |
| Martin Ručinský     | Hockey sur glace    | 1998-2006           | 1                              | 0                                  | 1                                   | 2     |
| Jaroslav Špaček     | Hockey sur glace    | 1998-2006           | 1                              | 0                                  | 1                                   | 2     |
| Martin Straka       | Hockey sur glace    | 1998-2006           | 1                              | 0                                  | 1                                   | 2     |